# El fabuloso mundo del Dr. Seuss
El fabuloso mundo de Dr. Seuss es una serie de televisión británica-estadounidense con títeres basada en los personajes creados por el autor Theodore "Dr. Seuss" Geisel, producida por Nick Jr. Productions, Hit Entertainment y Jim Henson Productions. La serie se estrenó de aires a las 7:30 a. m. ET/PT tiempo en 25 de agosto de 1997 en Nickelodeon's Nick Jr. bloque en los Estados Unidos.

## Personajes principales
- El gato en el sombrero - el personaje principal de la serie. Él apareció en el libro del mismo nombre
- Terrence McBird - un pájaro que se incorpora al reparto principal en la temporada 2.
- Los gatos pequeños - aparecieron desde El gato en el sombrero viene de nuevo y son compañeros del gato en sombrero.
- El Grinch y Max el perro - los principales antagonistas de la serie. Aparecieron en ¡Cómo el Grinch robó la Navidad!
- El zorro en calcetines y El sr. Knox - dos mejores amigos. Aparecieron en El Zorro en calcetines
- Yertle la tortuga - una tortuga que intenta ser el rey del mundo. Participó en la historia del mismo nombre.
- Horton el elefante - un dulce elefante apareció en ¡Horton escucha a Quién! y Horton empolla el huevo.
- Morton el elefante-pájaro - el hijo de Horton. Actuó en Horton empolla el huevo.
- Sour la cangura - una canguro cruel y de mal humor. Ella apareció en ¡Horton escucha a Quién!.
- Junior - el hijo de Sour. Apareció en ¡Horton escucha a Quién!.
- Thidwick el alce de corazón grande - un alce que es todavía un gran corazón. En este espectáculo, Thidwick también es tío de Morton el ave elefante. Participó en la historia del mismo nombre.
- Sam-I-Am - apareció en Huevos verdes con jamón. Actuó en la temporada 2 donde él a menudo podría echar una mano al gato en el sombrero.
- Pam-I-Am - una contraparte femenina de Sam-I-Am y reparación experto chica. El gato en el sombrero a menudo utiliza el Pam Phone a verla.

- Datos: Q2891641